# Sorex caecutiens
La musaraña de Laxmann (Sorex caecutiens) se encuentra al norte de Eurasia (desde el Mar Báltico hasta el Mar del Japón, incluyendo Hokkaido, Sajalín y Corea).